# 中国关心下一代工作委员会
中国关心下一代工作委员会，简称中国关工委、中关工委，是中国大陆一个主張关心、教育、培养全国各族青少年健康成长、以离退休老干部为主体全国群众性工作组织。工作上与各地区、各部门关工委是指导关系。经费由财政全额拨付。

## 历史
1990年2月经中共中央、国务院批准成立。
2008年3月6日，经中共中央组织部研究并上报中共中央国务院，同意王丙乾不再担任中国关工委主任职务，由顾秀莲接任中国关工委主任。

## 机构设置
中国关心下一代工作委员会办公室是关工委日常办事机构，负责贯彻落实领导成员全体会议和主任办公会议决定事项以及处理日常事务。
根据有关规定，中国关心下一代工作委员会设置下列机构：

### 办公室内设机构
- 秘书处
- 联络处
- 综合处

### 直属事业单位
- 中国火炬杂志社
- 中国关心下一代工作委员会事业发展中心
- 中国关心下一代工作委员会公益文化中心
- 中国关心下一代工作委员会教育中心
- 中国关心下一代工作委员会儿童发展研究中心
- 中国关心下一代工作委员会健康体育发展中心

## 现任领导
- 名誉主任：王丙乾、陈至立
- 主任：顾秀莲[5]
- 顾问：彭珮云、许嘉璐、蒋正华、邹瑜、贺敬之、李昭、李传华
- 常务副主任：张玉台、胡振民、刘峰岩、刘雅芝、刘晓连、任茂东、吴德刚、张苏军、鲁勇[5]
- 副主任：许宏彬（中组部）、胡凯红（中央文明办）、孙晓芳（中央政法委）、李卫红（教育部）、王志忠（公安部）、胡海峰（民政部）、胡卫列（司法部）、杜江（文旅部）、常正国（退役军人事务部）、余艳红（国家卫生健康委）、董昕（广电总局）、李静（体育总局）、朱海黎（新华社）、和培林（国管局）、李守镇（全总）、王进展（中国科协）、马列坚（妇儿工委、全国妇联）、王艺（团中央）、张苏军（中国法学会）、 何宏军（中央军委政治工作部）、王卫国（中国下一代教育基金会）[5]
- 秘书长：张玉台（常务副主任兼）[5]

## 规章制度
中国关工委设名誉主任、顾问若干名，主任一名，常务副主任、副主任若干名，特邀副主任若干名，秘书长一名，副秘书长若干名，实行主任负责制。领导成员由主任、常务副主任、副主任、秘书长组成，每年由主任主持召开一次领导成员全体会议。主任办公会议是中国关工委的议事机构，成员由主任、常务副主任、秘书长、副秘书长、办公室主任组成，每半个月召开一次。名誉主任、顾问、特邀副主任会议、全国关心下一代工作会议、有关部委联席工作会议每年召开一次，全国关心下一代工作先进集体、先进个人的表彰大会每五年召开一次。
中国关工委党总支部委员会被列入国家机关事务管理局直属党组织。中关工委总部与国家网信办、国务院新闻办、国务院发展研究中心在同一院内。
各省、市、县和国务院各部委办一般都设立自己的关工委，例如教育部关心下一代工作委员会、北京市关心下一代工作委员会等，一般都以“五老”（老干部、老战士、老专家、老教师、老模范）为主体。地方关工委主任多由当地退休正职领导担任。